# Roger Salengro
Roger Salengro (ur. 30 maja 1890 w Lille, zm. 17 listopada 1936 tamże) – francuski polityk, mer Lille w latach 1925–1936, parlamentarzysta (członek Izby Deputowanych) w latach 1928–1936, w czerwcu 1936 roku mianowany ministrem spraw wewnętrznych Francji w gabinecie Léona Bluma.

## Biografia
Od młodości związany był z ruchem socjalistycznym (Francuska Sekcja Międzynarodówki Robotniczej). Od 1912 roku odbywał obowiązkową służbę wojskową, protestował przeciw nowo wprowadzonej ustawie, która przedłużała ją do trzech lat (loi des trois ans). Z tego powodu wkrótce po wybuchu I wojny światowej został prewencyjnie aresztowany na kilka tygodni. Na własny wniosek przeniesiony na front, walczył w Artois i Szampanii. 7 października 1915 roku pojmany przez Niemców, wkrótce skierowany do robót przymusowych w hucie metali w Rosenbergu. Nakłaniał współpracowników do odmowy wykonywania pracy, za co skazany został przez niemiecki sąd wojskowy na więzienie. Powrócił do kraju wkrótce po podpisaniu rozejmu w Compiègne.
W rodzinnym Lille podjął karierę dziennikarską, pisząc dla lewicowego dziennika Cri du Nord. W listopadzie 1919 roku wybrany został na członka rady miasta, a w 1925 roku – mera Lille, którą to funkcję pełnił do śmierci. Za jego urzędowania powstały m.in. nowy ratusz oraz osiedle akademickie.
Od 29 kwietnia 1928 roku równolegle zasiadał we francuskim parlamencie (Izbie Deputowanych). Zajmował się przede wszystkim kwestiami dotyczącymi klasy robotniczej, w tym bezrobociem i warunkami pracy. 4 czerwca 1936 roku został mianowany ministrem spraw wewnętrznych w nowo utworzonym rządzie Frontu Ludowego, któremu przewodził Léon Blum. W tej roli Salengro uczestniczył w negocjacjach i był jednym z sygnatariuszy (7 czerwca) porozumień Matignon, w myśl których pracownicy mieli zapewnione prawo zrzeszania się w związkach zawodowych oraz prowadzenia negocjacji zbiorowych, uzyskali prawo do dwutygodniowego, płatnego urlopu, a czas pracy ograniczony został do 40 godzin tygodniowo.
18 czerwca 1936 roku na polecenie Salengro rozwiązane zostały cztery organizacje skrajnie prawicowe – Croix-de-feu, Młodzież Patriotyczna (Jeunesses patriotes), Solidarność Francuska (Solidarité française) oraz Parti franciste. Wkrótce w prasie prawicowej, m.in. na łamach L'Action française i Gringoire, zaczęły pojawiać się doniesienia o rzekomej dezercji Salengro podczas I wojny światowej oraz głosy wyrażające wątpliwości co do zasadności pełnienia przez niego funkcji ministerialnej. Powołana w celu ich zbadania komisja pod przewodnictwem generała Maurice′a Gamelina orzekła, że kwestia zniknięcia Salengro w 1915 roku, kiedy to trafił do niemieckiej niewoli, była badana przez sąd wojskowy, ten jednak orzekł w 1916 roku o jego niewinności. Również Izba Deputowanych odrzuciła zdecydowaną większością skierowane przeciw niemu oskarżenia. Mimo tego, w obliczu nieustającej nagonki medialnej Salengro popełnił samobójstwo 17 listopada 1936 roku.